# Iolana iolas
Iolana iolas är en fjärilsart som beskrevs av Ferdinand Ochsenheimer 1816. Iolana iolas ingår i släktet Iolana och familjen juvelvingar. Inga underarter finns listade i Catalogue of Life.

## Bildgalleri

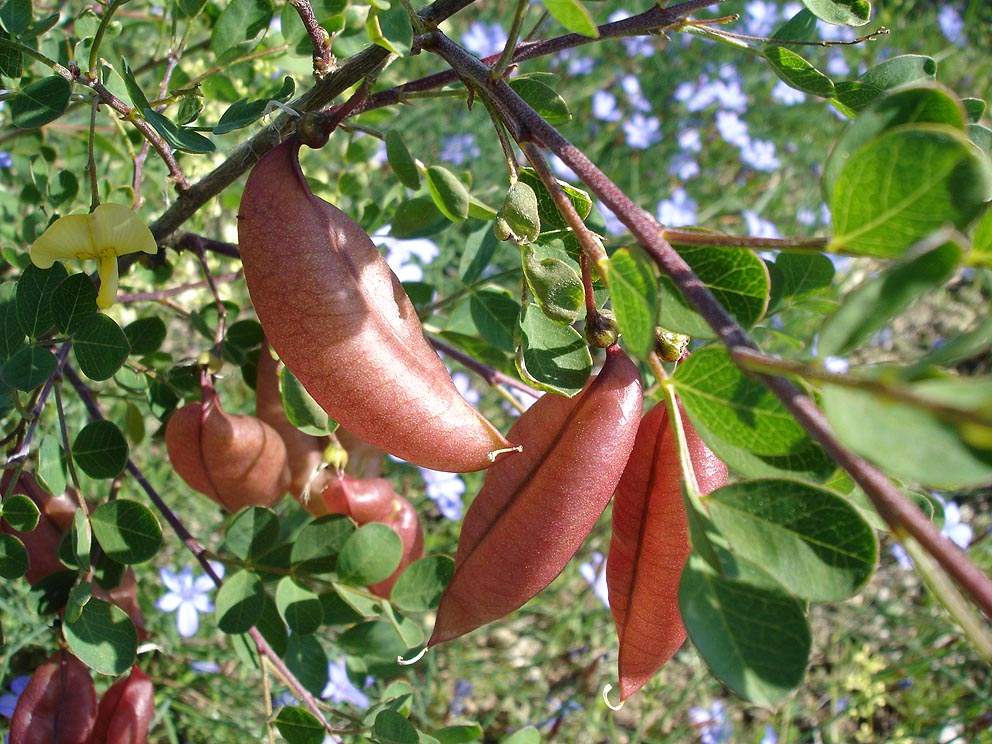
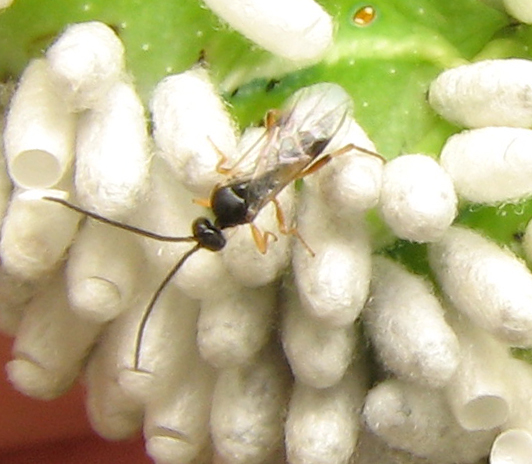